# كولتشستر يونايتد
نادي كولتشستر يونايتد لكرة القدم (بالإنجليزية: Colchester United Football Club)‏ نادي كرة قدم إنجليزي يلعب في الدوري الإنجليزي الدرجة الثالثة.تم تأسيس النادي في سنة 1937.